# Satoshi to Pikachu
Satoshi to Pikachu (サトシとピカチュウ? lett. "Satoshi e Pikachu") è un manga disegnato da Takashi Teshirogi.
Composto da 6 volumi, il manga è incentrato sulla figura di Ash Ketchum ed il suo Pikachu. Pubblicato in inglese da Chuang Yi con il titolo Ash & Pikachu, è basato sull'anime Pokémon, in particolare sugli episodi ambientati nelle regioni di Johto ed Hoenn.